# Großsteingrab Maglebjerggård
Das Großsteingrab Maglebjerggård ist eine megalithische Grabanlage der jungsteinzeitlichen Nordgruppe der Trichterbecherkultur im Kirchspiel Lynge in der dänischen Kommune Allerød.

## Lage
Das Grab liegt nordnordöstlich von Lynge und östlich des Kollerødvej auf einem Feld. In der näheren Umgebung gibt bzw. gab es zahlreiche weitere megalithische Grabanlagen.

## Forschungsgeschichte
In den Jahren 1890 und 1942 führten Mitarbeiter des Dänischen Nationalmuseums Dokumentationen der Fundstelle durch. Eine weitere Dokumentation erfolgte 1982 durch Mitarbeiter der Forst- und Naturbehörde.

## Beschreibung
Die Anlage besaß ursprünglich wahrscheinlich eine Hügelschüttung, die aber vollständig abgetragen wurde. Die Grabkammer ist als Urdolmen anzusprechen. Sie ist nordwest-südöstlich orientiert und besteht aus vier Wandsteinen, von denen noch zwei in situ stehen. Der Deckstein liegt gesprengt im Inneren der Kammer.